# 由加 (徳川宗尹側室)
由加（ゆか、（? - 文化7年3月17日（1810年4月20日））は、御三卿・一橋徳川家初代当主・徳川宗尹の側室。11代将軍・徳川家斉の父である一橋徳川家第二代当主徳川治済の生母。別名、於由加または遊歌。

## 生涯
父は細田時義で、母は笠井武熙の娘。細田時義の先祖である平岡家は源頼光の流れを引く名門で、元は武田信玄に仕え、武田氏滅亡後は徳川家康に仕えるようになった家柄であった。また、時義の祖父平岡道友の生母は丹羽徳入の娘。
一橋徳川家当主徳川宗尹の側室となり、後の越前藩主・松平重富、後の一橋徳川家当主徳川治済、後の福岡藩主黒田治之などを産んだ。
孫の家斉が征夷大将軍に就任してから20年後、文化7年3月17日に死去した。

## 子女
- 長女：（異説あり）保姫 - 島津重豪正室
- 次男：仙之助（延享4年3月11日（1747年4月20日） - 宝暦2年11月9日（1752年12月14日））
- 三男：松平重富 - 松平重昌養子
- 四男：治済
- 五男：黒田治之 - 黒田継高養子
- 六男：鎌三郎（宝暦7年10月5日（1757年11月16日） - 安永2年5月24日（1773年7月13日））